# 小牧勤労センター

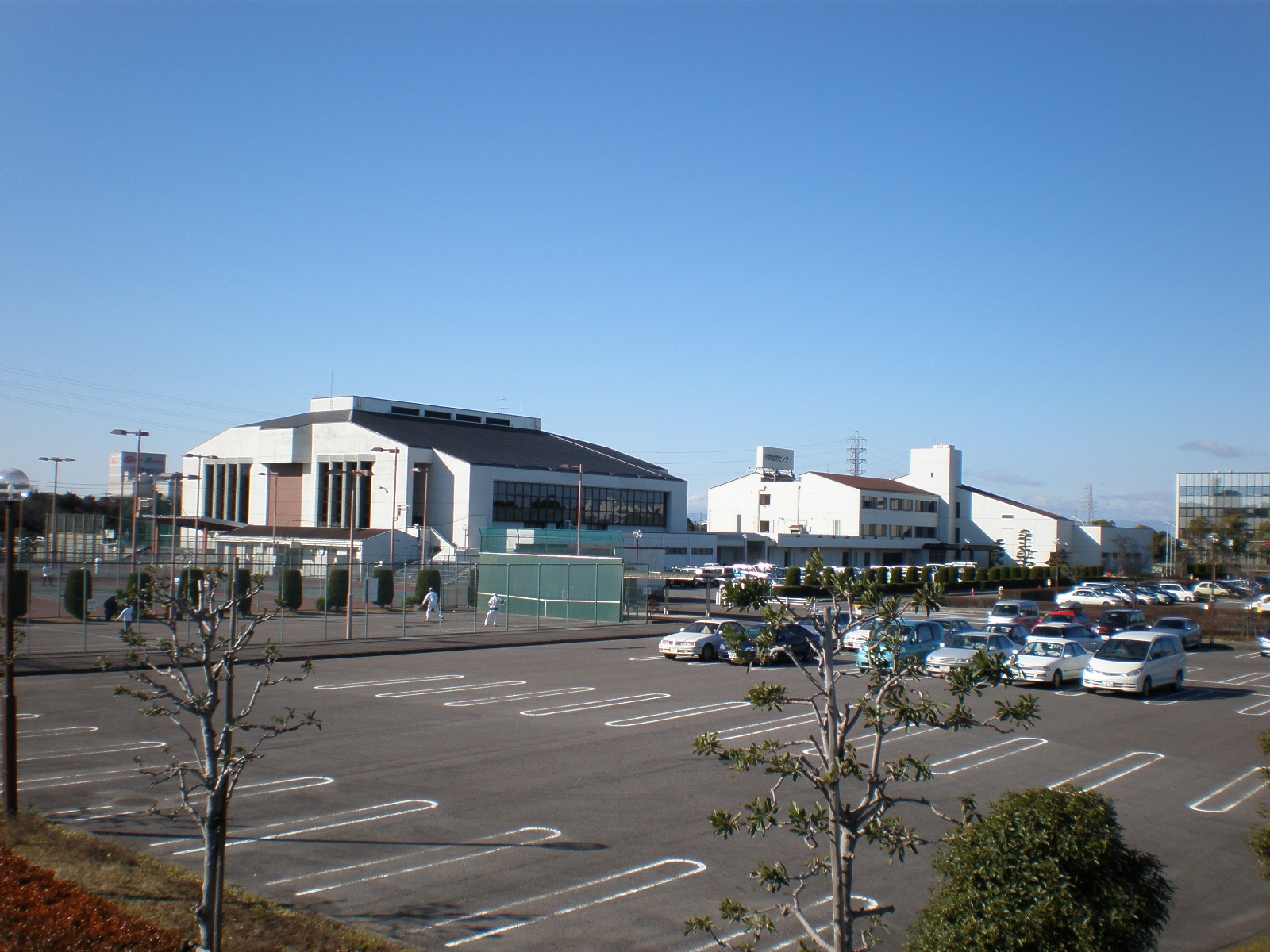
小牧勤労センター

小牧勤労センター（こまききんろうセンター）は、愛知県小牧市にある複合施設。労働者の福利厚生や余暇活動、企業の研修活動やイベントなどを支援する目的で建設された。大きな体育館がある他、スポーツ関連の施設やレストラン、宿泊施設なども備える。施設の管理運営者はトヨタエンタプライズ。

## 沿革
- 1983年3月1日 - オープン

## 施設
- 体育館
- テニスコート - 屋外コート。全部で10面ある。夜間照明設備完備。
- ホール
- 会議室
- 宿泊施設
- レストラン
- 駐車場
- 駐輪場

## 所在地
愛知県小牧市大字上末2232-2

## 交通手段
- こまき巡回バスの勤労センター停留所下車。

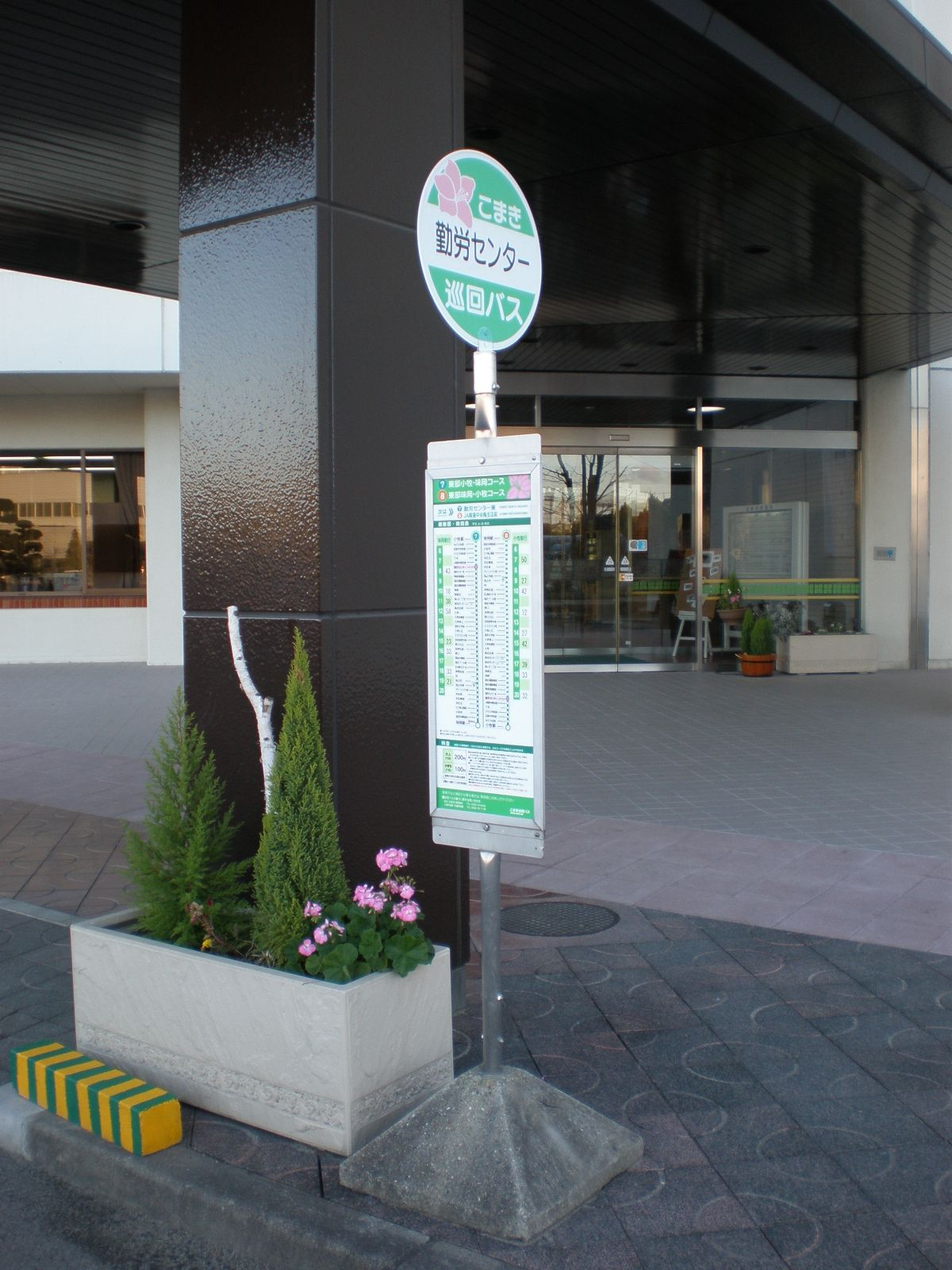
施設前にあるバス停

- ピーチバスおよび名鉄バスの都市間高速バス・桃花台線の、上末停留所下車、5～10分。

## 周辺
- 東名高速道路